# Vlhlavský Rybník
Vlhlavský Rybník är en sjö i Tjeckien.   Den ligger i regionen Södra Böhmen, i den centrala delen av landet, 120 km söder om huvudstaden Prag. Vlhlavský Rybník ligger 401 meter över havet. Arean är 0,89 kvadratkilometer.Trakten runt Vlhlavský Rybník består till största delen av jordbruksmark. Den sträcker sig 1,4 kilometer i nord-sydlig riktning, och 1,2 kilometer i öst-västlig riktning.